# Mihailo Atalijat
Mihailo Atalijat (grč. Μιχαὴλ Ἀτταλιάτης, 11. vek) bio je vizantijski pisac, istoričar i državnik, koji se rodio u značajnom pamfilskom gradu Ataliji (Ἀτταλία) na južnoj obali Male Azije, odakle se preselio u Carigrad između 1030. i 1040. godine.
Vrlo obrazovan i vaspitan u klasičnom duhu, Atalijat je u Carigradu stekao i bogatstvo i društveni ugled, te je brzo napredovao, pod različitim carevima, na najviše državne dužnosti, među kojima je bila i dužnost sudije vrhovnog sudskog tela u Vizantiji. Godine 1072. Mihailo Atalijat se bavio pisanjem raznih govora i pravnih spisa od kojih je sačuvan samo mali broj. Sastavio je za cara Mihaila VII Duku jedan zbornik vizantijskog prava. Pored toga, napisao je Pravila siromašne kuće i manastira, koji je osnovao u Carigradu 1077. godine. To je delo značajno za istoriju vizantijskog društva i njegovih običaja tokom 11. veka, a sadrži i popis knjiga koje su se nalazile u manastirskoj biblioteci.
Atalijatov književni rad poznat je naročito po njegovom istorijskom delu, koje nije stigao da dovrši jer ga je, izgleda, pisao pri kraju svog života. Svoju Istoriju, koja obuhvata vreme od 1034. do 1079. godine, pisac je posvetio caru Nićiforu III Votanijatu. To delo daje živopisni i pouzdani opis dvorskih revolucija i dominacije žena iz carskog okruženja, što su karakteristike ovog perioda prelaza sa zlatnog doba vizantijske istorija iz vremena makedonske dinastije na doba Komnina. Atalijat piše kao savremenik i očevidac događaja koje obrađuje. Premda opterećen uobičajenom pristrasnošću koja odlikuje vizantijske istoričare ovog perioda, njegov stil je tečniji i skladniji u odnosu na njegove neposredne prethodnike. Nemački vizantolog Karl Krumbaher hvalio je Atalijatove tačne ocene i osećaj za pravdu. U oba ova elementa on je bolji od svoga prethodnika, panegiričara i dvoranina Mihaila Psela.
Atalijat zauzima istaknuto mesto u vizantijskoj književnosti. Svojim literarnim radom on se, slično Pselu, javlja kao vesnik preporoda koji doživljava vizantijska književnost u doba Komnina.